# 達爾文稻鼠
達爾文稻鼠（Nesoryzomys darwini）是科隆群島的聖克魯斯島上生活的倉鼠。牠們可能是日間活動的，並棲息在叢林下的石縫或巢穴中。目前只有四個標本，都是於1929年採集的。牠們的滅絕可能是因與入侵的溝鼠及黑鼠競爭及帶來的傳染病所致。